# Schaffhausen
Schaffhausen város Svájc Schaffhausen nevű kantonjában.

## Fekvése
A Rajna jobb partján terül el.

## Története
Schaffhausen 1050-ben a mindenszentekről elnevezett apátság alapításával vált jelentőssé. A 12. században már mint városról tesznek említést róla, amely később birodalmi közvetetlenségre is szert tett. 1330-ban azonban a német birodalom a várost a Habsburgoknak zálogba adta, akiknek uralma alól 1415-ben váltotta ki magát. 1454-ben pedig, amikor a Habsburgok újra szorongatták, a svájci szövetséghez csatlakozott és 1501-ben fel is vették.
1529-ben elfogadta a reformációt. A 16. században a város a kanton területét csaknem egészen megszerezte. 1798-ban a városnak a környéke feletti uralmát megszüntették és a vidék a függetlenségét visszanyerte, de 1803-ban a város régi hatalmát visszaállították és Stein városra is kiterjesztették. 1814-ben a város előjogai bővültek, ami a vidéken elégületlenséget támasztott és az elégületlenség 1831-ben lázadásba csapott át és új alkotmány készítésére vezetett, amely már demokratikus volt. Demokratikus irányban fejlődött tovább Schaffhausen alkotmánya, amíg 1876-ban elfogadták a későbbi alkotmányt, amelyet 1895-ben annyiban módosítottak, hogy a népszavazás elrendelését, ami azelőtt fakultatív volt, kötelezővé tették.

## Népesség
| év   | lélekszám |
| ---- | --------- |
| 1880 | 38 348    |
| 1888 | 37 876    |
| 2010 | 34 943    |

## Híres személyek
- Itt született 1787-ben Friedrich Emanuel von Hurter német történetíró.

## Gazdaság
Schaffhausenben működik az International Watch Company óragyártó cég, amely az egyetlen nagy óragyártó Svájc keleti részén.

Schaffhausen
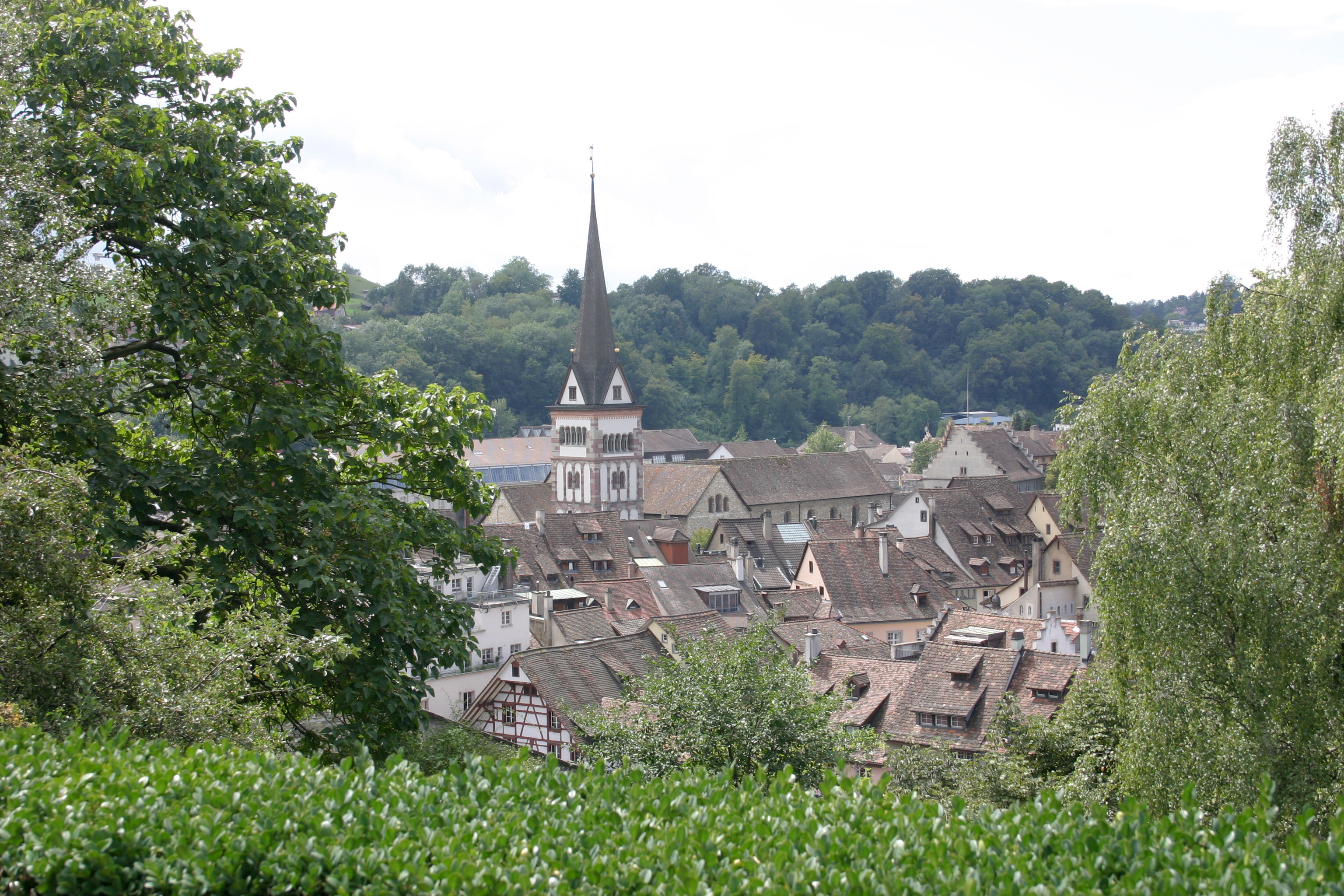
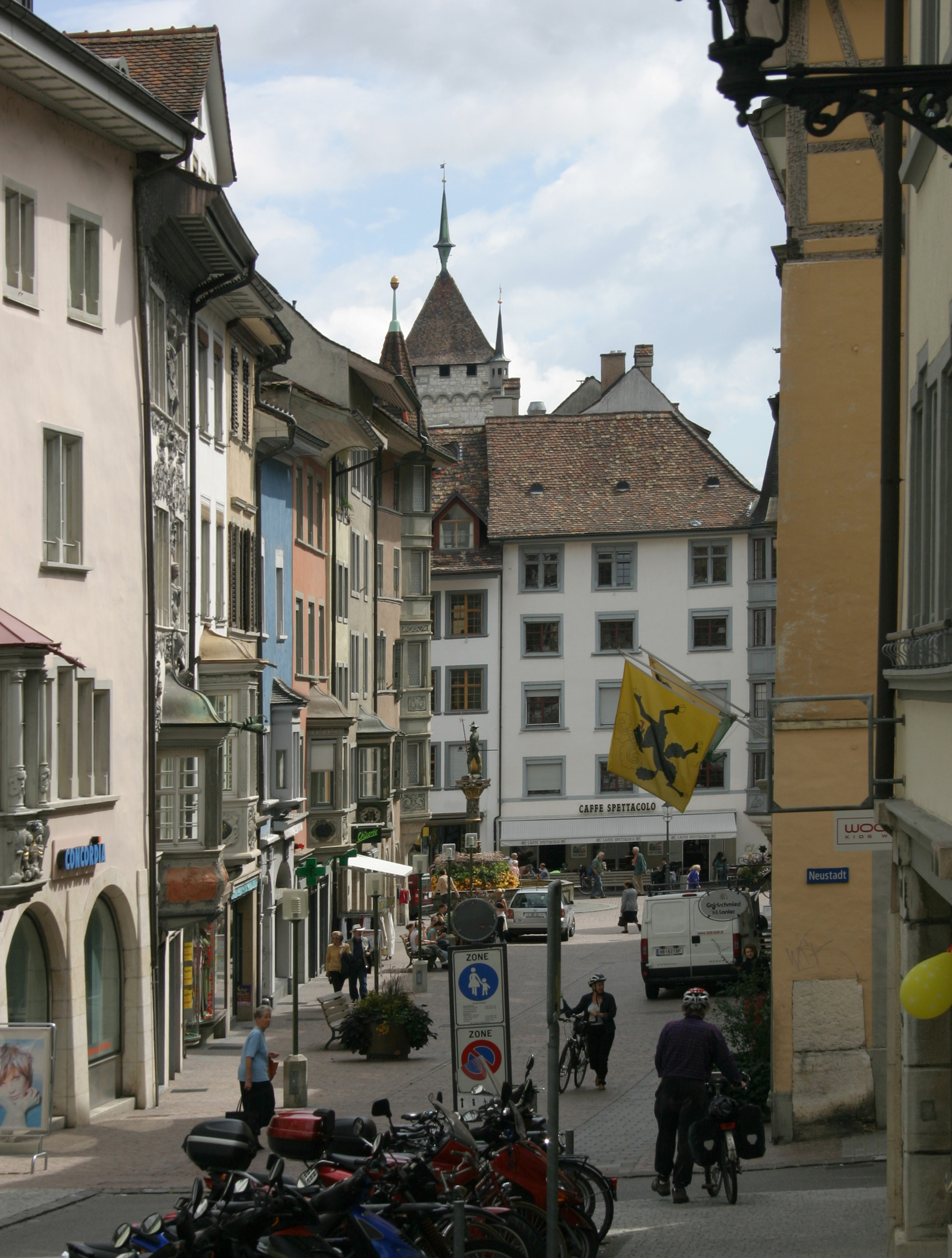
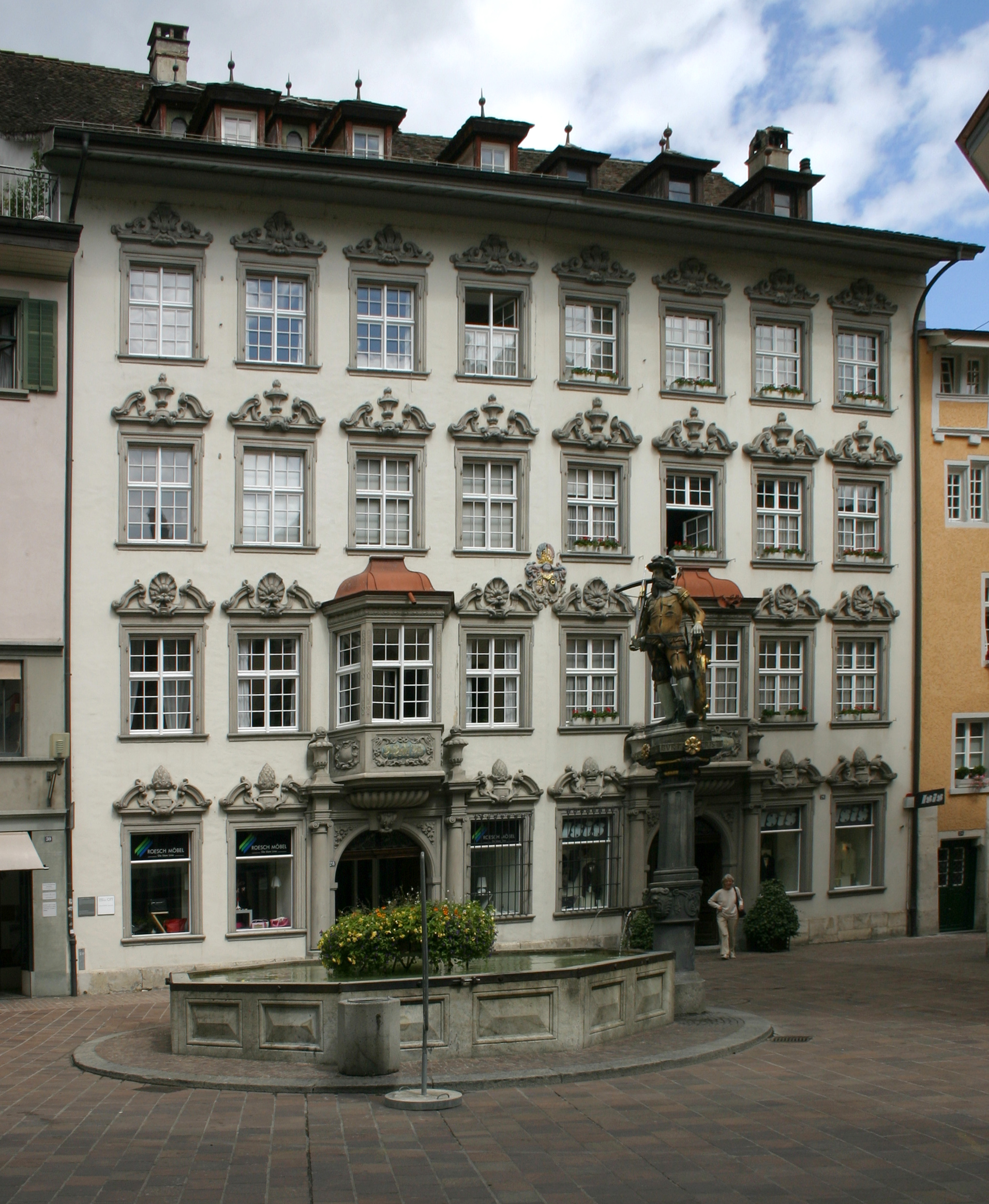
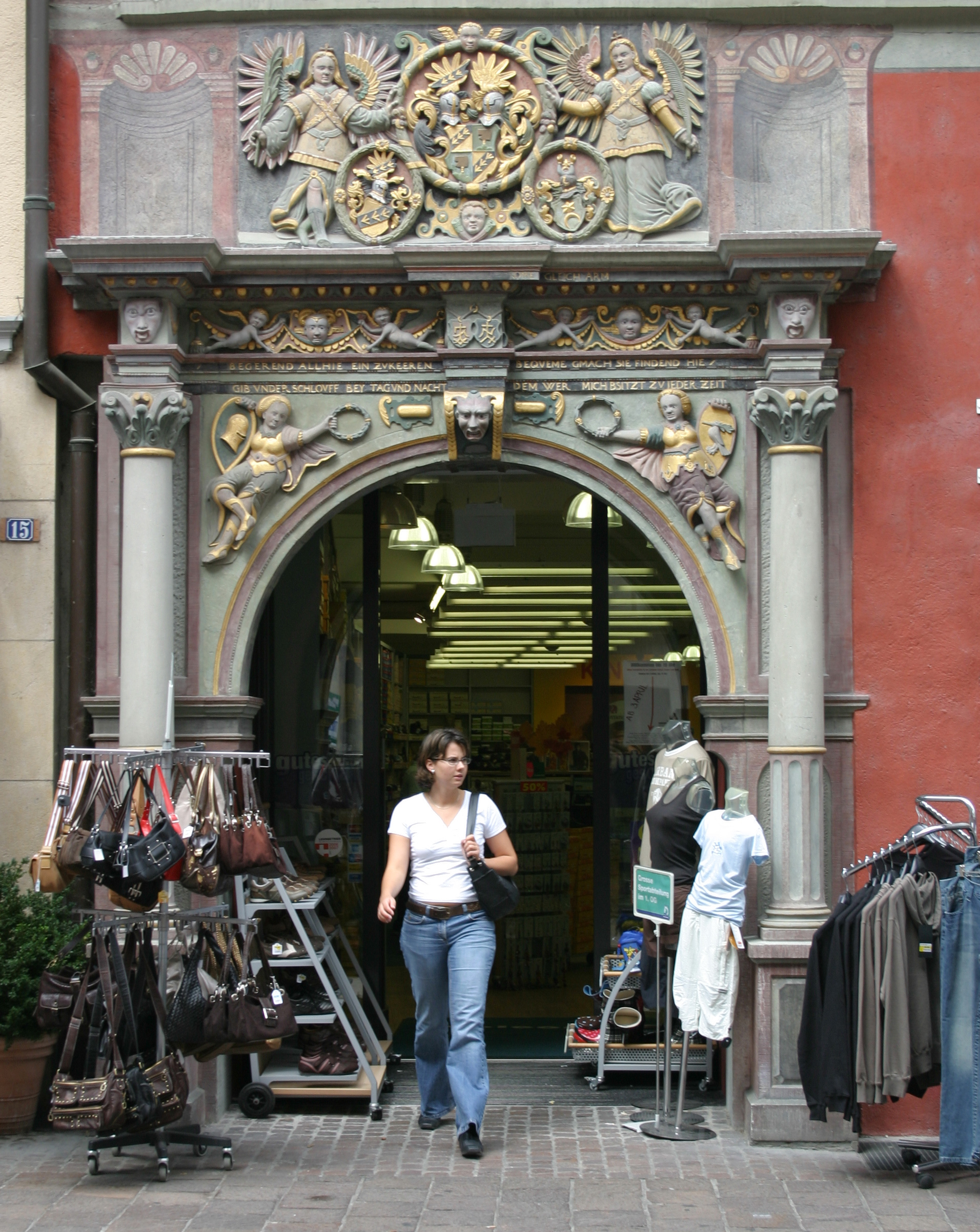
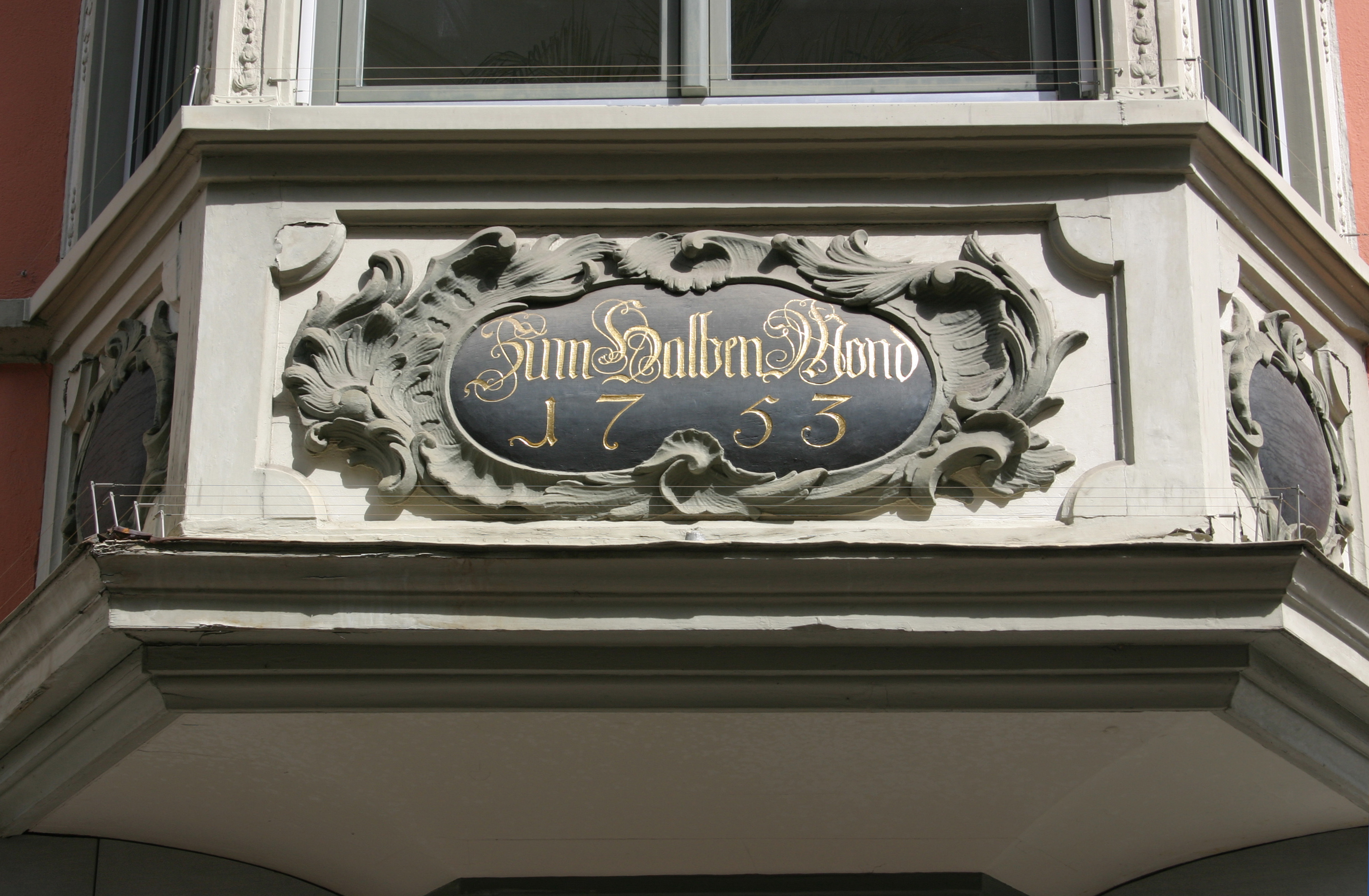
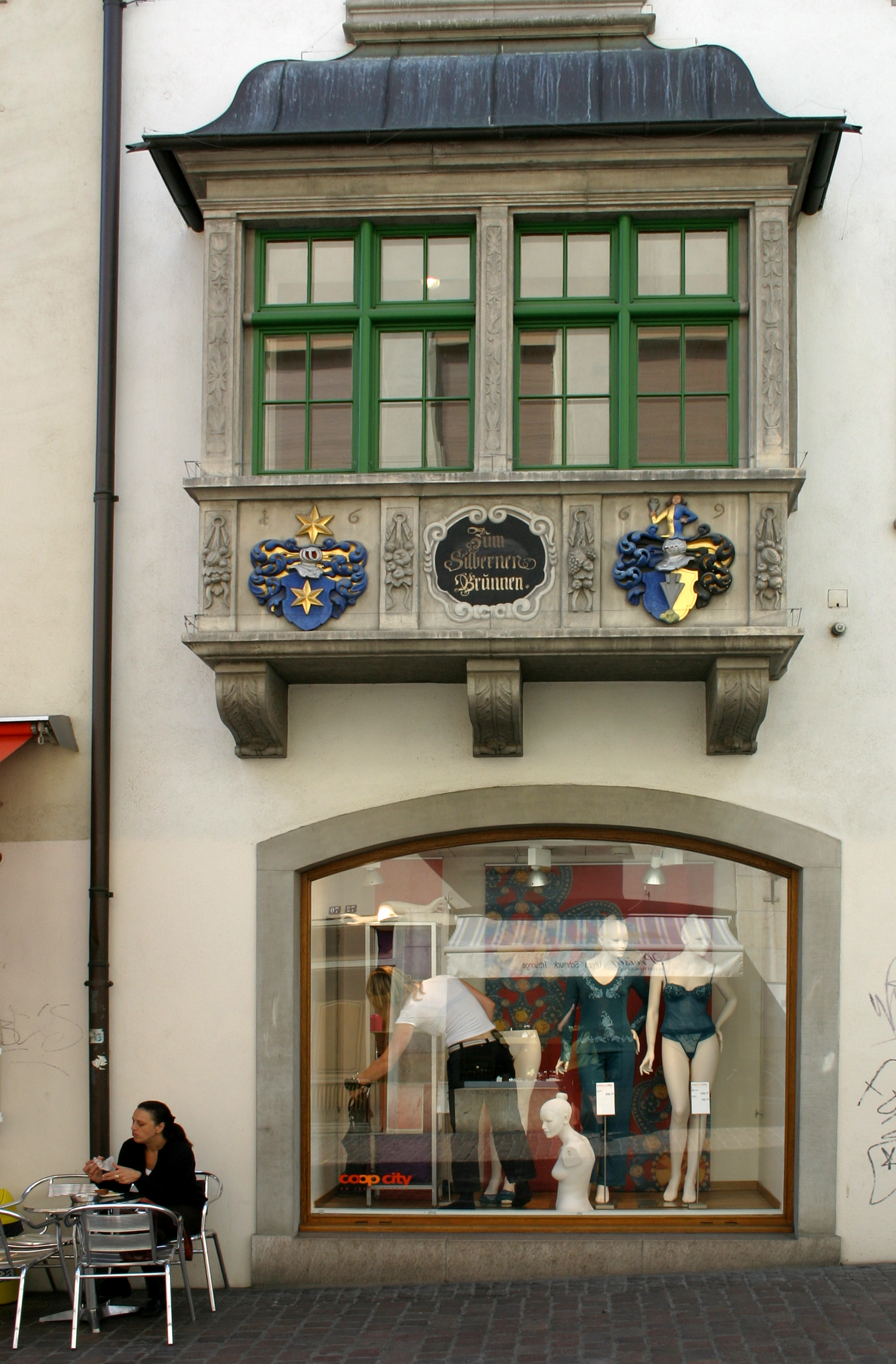